# Daniel Silva (Autor)

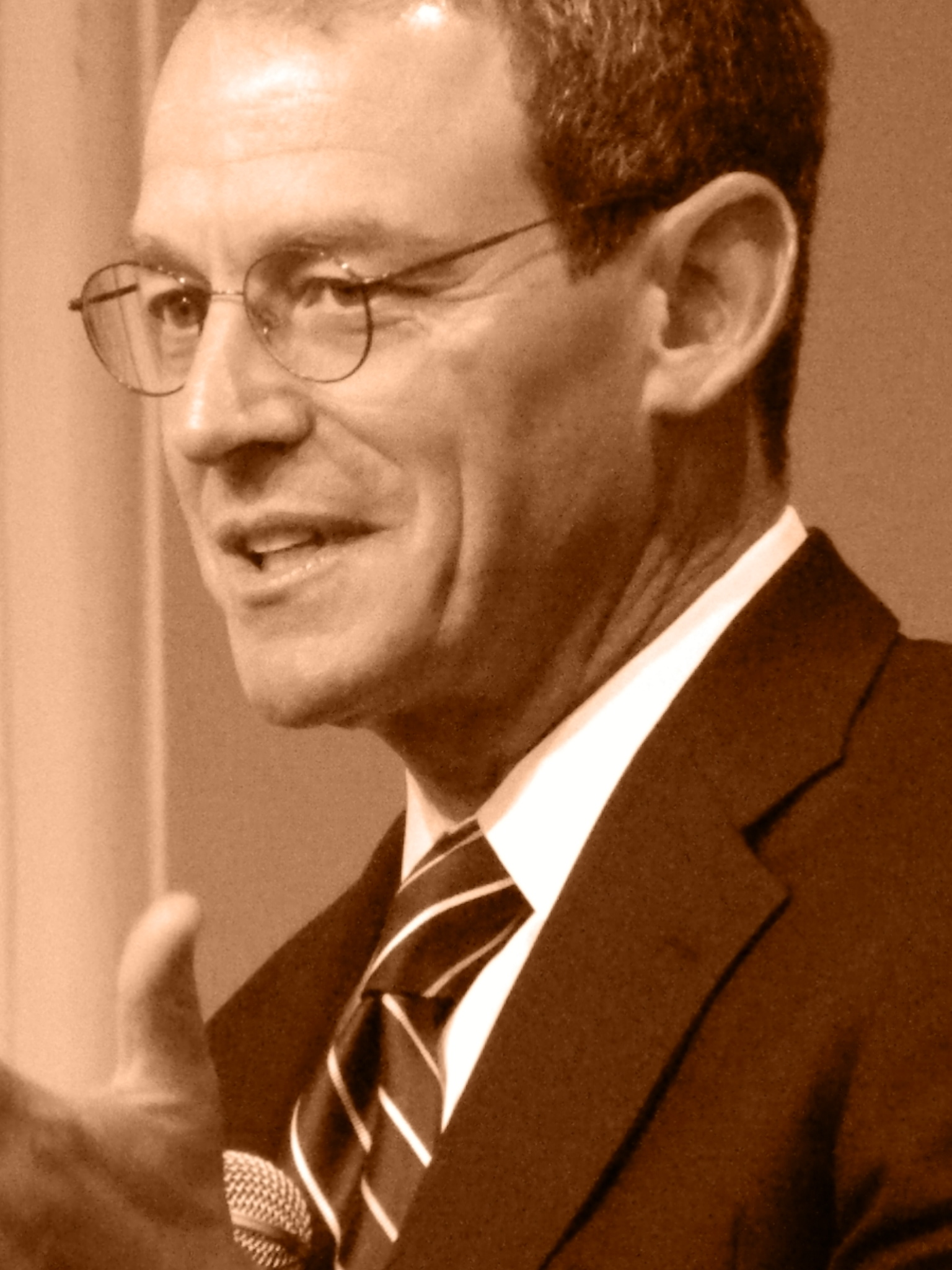
Daniel Silva (2013)

Daniel Silva (* 19. Dezember 1960) ist ein US-amerikanischer Autor und ehemaliger Top-Journalist des CNN. Er war Auslandskorrespondent und lange Zeit im Nahen Osten, Ägypten und am Persischen Golf tätig.

## Leben und Werk
Silva debütierte 1997 mit dem Roman The Unlikely Spy, einem Roman über Liebe und Betrug rund um die Invasion der Alliierten in Frankreich im Zweiten Weltkrieg. Sein zweiter und dritter Roman, The Mark of the Assassin und The Marching Season, standen auf der Bestseller-Liste der New York Times. In diesen beiden Romanen geht es um den CIA-Offizier Michael Osbourne und den KGB-Mann Jean-Paul Delaroche. In seinem vierten Roman, The Kill Artist, stellt Silva eine neue Figur vor, den Kunstrestaurator und israelischen Geheimagenten Gabriel Allon. Gabriel Allon ist auch Protagonist in seinen weiteren Romanen.
Silva ist mit der ehemaligen NBC-Korrespondentin Jamie Gangel, die seit August 2015  als CNN Spezialkorrespondentin arbeitet (Stand Dez. 2022) verheiratet. Sie haben zwei gemeinsame Kinder.

## Auszeichnungen
- 2007 Barry Award/Bester Thriller für The Messenger (dt. Das Terrornetz)
- 2013 Barry Award/Bester Thriller für The Fallen Angel

## Werke
- The Unlikely Spy. Weidenfels & Nicholson 1996, ISBN 0297817906 (Deutsch: Double Cross – Falsches Spiel. Roman, Piper, München 2003, ISBN 3492260500)

### Die Michael-Osbourne-Serie
1. The Mark of the Assassin. Signet 1998, ISBN 0449225313 (Deutsch: Der Maler. Roman, Piper, München 1998, ISBN 3492038891)
2. The Marching Season. Signet 1999, ISBN 045120932X (Deutsch: Der Botschafter. Roman, Piper, München 2000, ISBN 3492041825)

### Die Gabriel-Allon-Serie
1. The Kill Artist. Ballantine 2000, ISBN 0449002128 (Deutsch: Der Auftraggeber. Piper 2001, ISBN 3492041833)
2. The English Assassin. Signet 2002, ISBN 0451208188 (Deutsch: Der Engländer. Piper 2003, ISBN 3492044697)
3. The Confessor. Putnam Pub Group 2003, ISBN 0399149724 (Deutsch: Die Loge. Piper 2005, ISBN 3492046053)
4. A Death in Vienna. Putnam Pub Group 2004, ISBN 0399151435 (Deutsch: Der Zeuge. Piper 2006, ISBN 3492046959)
5. Prince of Fire. Signet 2005, ISBN 0451215737 (Deutsch: Der Schläfer. Piper 2007, ISBN 9783492048767)
6. The Messenger. Putnam Books 2006, ISBN 0451221729 (Deutsch: Das Terrornetz. Piper 2008, ISBN 9783492050692)
7. The Secret Servant. Putnam Books 2007, ISBN 9780399154225 (Deutsch: Gotteskrieger. Piper 2011, ISBN 9783492263580)
8. Moscow Rules. Putnam Books 2008, ISBN 9780399155017(Deutsch: Das Moskau-Komplott. Pendo 2010, ISBN 9783866122482)
9. The Defector. Penguin 2009, ISBN 9780718155278 (Deutsch: Der Oligarch. Pendo 2011, ISBN 9783866122628)
10. The Rembrandt Affair. Putnam Adult 2010, ISBN 9780399156588 (Deutsch: Die Rembrandt-Affäre. Pendo 2012, ISBN 9783866122994)
11. Portrait of a Spy. Harper 2011, ISBN 9780062072184 (Deutsch: Der Hintermann.Pendo 2013, ISBN 9783866123465)
12. The Fallen Angel. Harper 2012, ISBN 9780062073129 (Deutsch: Das Attentat. Pendo 2014, ISBN 9783866123717)
13. The English Girl. Harper 2013, ISBN 9780062073167 (Deutsch: Das englische Mädchen. Pendo 2014, ISBN 9783866123823)
14. The Heist. Harper 2014, ISBN 9780062320056 (Deutsch: Der Raub. HarperCollins 2015, ISBN 9783959670005)
15. The English Spy. Harper 2015, ISBN 9780062320131 (Deutsch: Der englische Spion. HarperCollins 2016, ISBN 9783959670494)
16. The Black Widow. Harper 2016, ISBN 9780062320223 (Deutsch: Die Attentäterin. HarperCollins 2017, ISBN 9783959671002)
17. House of Spies. Harper 2017, ISBN 9780008104733 (Deutsch: Der Drahtzieher. HarperCollins 2018, ISBN 9783959672078)
18. The Other Woman. Harper 2018, ISBN 9780062834829 (Deutsch: Der russische Spion. HarperCollins 2019, ISBN 9783959673211)
19. The New Girl. Harper 2019, ISBN 9780062834836 (Deutsch: Das Vermächtnis. HarperCollins 2020, ISBN 9783959675383)
20. The Order. Harper 2020, ISBN 9780062835314 (Deutsch: Der Geheimbund. HarperCollins 2021, ISBN 9783749901593)
21. The Cellist. Harper 2021, ISBN 9780062834867 (Deutsch: Die Cellistin. HarperCollins 2022, ISBN 9783365001028)
22. Portrait of an Unknown Woman. Harper 2022, ISBN 9780008280710 (Deutsch: Die Fälschung. HarperCollins 2023, ISBN 9783365004319)
23. The Collector. Harper 2023, ISBN 9780062834874 (Deutsch: Der Kunstsammler. HarperCollins 2024, ISBN 9783365007723)
24. A Death in Cornwall. Harper 2024, ISBN 9780063384200 (Deutsch: Die Verschwörung. HarperCollins 2025, ISBN 978-3-365-00996-3)